# Alepocephalidae

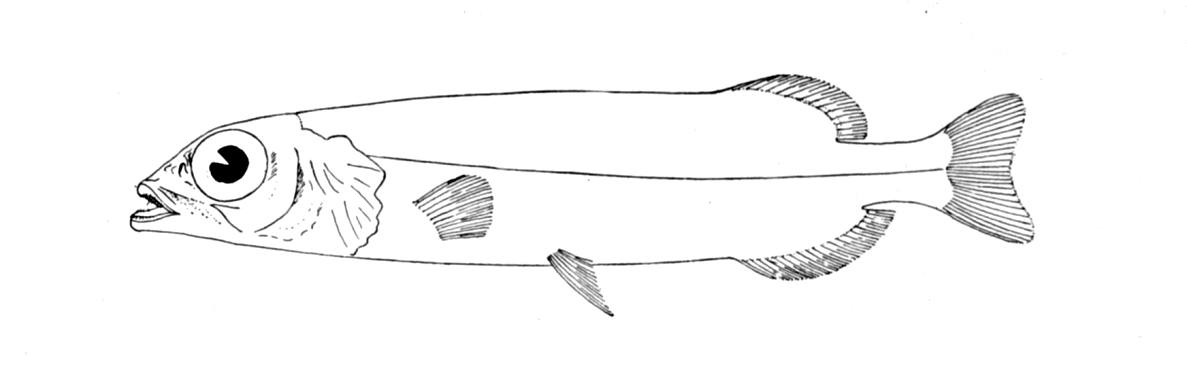
Alepocephalus rostratus

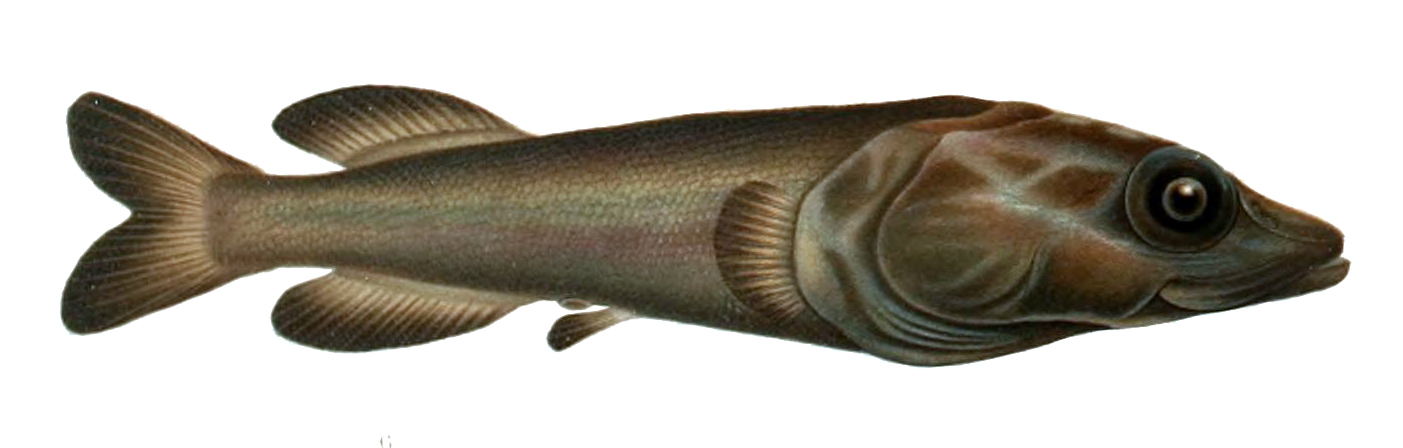
Asquamiceps velaris

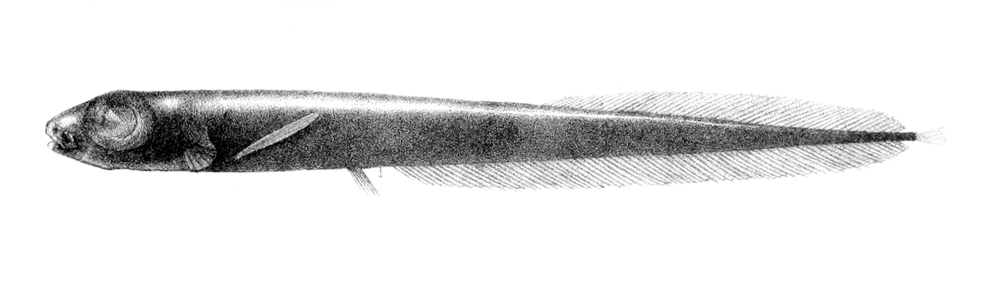
Leptoderma macrops

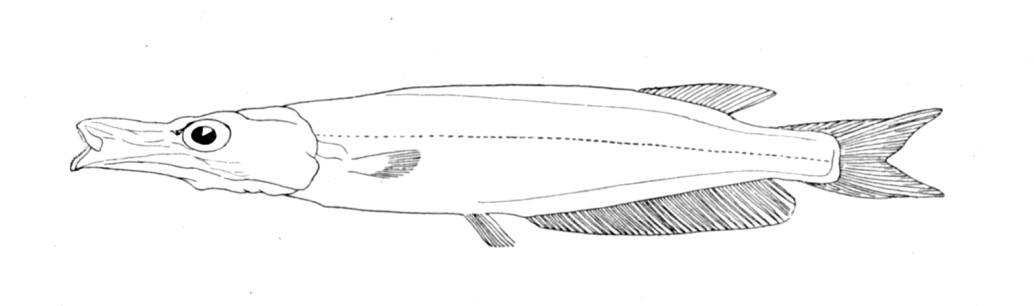
Aulastomatomorpha phospherops

Gli Alepocephalidae sono una famiglia di pesci ossei marini appartenenti all'ordine Alepocephaliformes.

## Distribuzione e habitat
Sono diffusi nell'oceano Atlantico orientale compreso il mar Mediterraneo, nell'oceano Indiano occidentale e nell'oceano Pacifico.
Nel mar Mediterraneo è presente una sola specie, Alepocephalus rostratus.
Si tratta di pesci abissali diffusi soprattutto sotto i 1000 metri di profondità.

## Descrizione
L'aspetto di questi pesci è piuttosto vario. Di solito sono armati di denti piccoli e le aperture branchiali sono ampie; possiedono lunghe branchiospine. La linea laterale può mancare. Gli occhi sono spesso grandi, talvolta enormi. In genere la pinna dorsale, che è unica, e la pinna anale sono opposte, simmetriche e disposte nel terzo posteriore del corpo, vicino al peduncolo caudale. Alcune specie hanno invece corpo molto allungato, con pinne anale e dorsale lunghe e pinna caudale piccola o indistinta, rassomigliando così ai Macrouridae.  La vescica natatoria manca.
La colorazione in molte specie è molto scura.
Mediamente la taglia di questi pesci è modesta, pari a qualche decina di cm, non oltre il metro anche nelle specie più grandi.

## Biologia
Poco nota.

### Alimentazione
Carnivori, si nutrono di invertebrati bentionici o planctonici.

## Pesca
Non hanno nessun interesse per la pesca.

## Tassonomia
Sono stati considerati in passato gli unici membri di un sottordine dei Salmoniformes o affini ai Clupeiformes.

## Generi
- Alepocephalus
- Asquamiceps
- Aulastomatomorpha
- Bajacalifornia
- Bathyprion
- Bathytroctes
- Conocara
- Einara
- Leptoderma
- Microphotolepis
- Mirognathus
- Narcetes
- Photostylus
- Rinoctes
- Rouleina
- Talismania
- Xenodermichthys